# 岩松あきら
岩松あきら（いわまつあきら、1967年7月16日 - ）は、日本の映画監督、映像制作家、ポートレイト撮影家である。彼の出身地は愛知県岡崎市で、1986年愛知県岡崎北高等学校および1990年国立愛知教育大学を卒業した。初期の経歴では小学校教諭として働きつつ映画製作と映画レビュー執筆活動も行っていたが、2014年 三河映画第二弾『渇愛（Ben-Joe）』の制作を契機に教育職を24年間務めた後、映画製作に専念することになった。2017年株式会社ロッキングパイン・フィルムズを設立。代表取締役に就任する。2018年にはシネマチフォトのサービスを開業し、映像制作、写真撮影に従事する。

2023年11月「渇愛（Ben-Joe）」がカンヌ国際映画祭・ヴェネツィア国際映画祭と並ぶFIAPF（国際映画製作者連盟）認定の「タリン・ブラックナイト映画祭」でワールドプレミア上映される。

## 来歴

### 生い立ち
岩松の父親は愛知教育大学の名誉教授であり、日本動物学会の評議員である岩松鷹司。母は結婚を機に退職し、専業主婦として家族を支えた。兄には俳優の福山廉士がいる。岩松あきらは愛知県岡崎市で生まれ、幼少期に父親がアメリカのマサチューセッツ州・ウースターの研究所で生物学を研究するために渡米し、その後、帰国してから現在まで愛知県刈谷市に住んでいる。

### 映画に魅了されたきっかけ
彼の父親は厳格で、家庭内でのテレビ視聴を制限しており、ニュースと時代劇以外の番組の視聴は許可されていなかった。しかし、小学校5年生の父親の出張時に、母親がテレビで『ローマの休日』を観ている際、彼は浴室に向かうつもりがテレビ画面に引き込まれ、2時間にわたり下着のまま番組を鑑賞した。その後、中学校卒業の祝いに友人と映画館で映画を観る機会があり、スティーブン・スピルバーグの『E.T.』を観る。満席の映画館で立ったまま鑑賞し、後に本屋で『E.T.』に出演したドリュー・バリモアが表紙の映画雑誌『ロードショー』を見つけ購読者となった。これが彼の映画への興味を引き起こし、高校生活が始まってまもなくのゴールデンウィーク公開の『評決』『ガンジー』『トッツィー』を立て続けに観て映画のエンタテインメント性にはまり、学校帰りに映画館へ頻繁に通うようになる。週末には、ビデオレコーダーのある友人の家に入り浸り、友人とお金を出し合い、レンタルビデオ店で映画を借りて、映画を観ていた。ちょうどこの頃、ロードショーでMGM作品のリバイバル上映があり、その中の1本『雨に唄えば』の鑑賞後は、興奮冷めやらぬ状態で友人と抱き合った。この頃、名古屋市には、中日シネラマ劇場、名鉄東宝劇場、名宝スカラ座など、1,000人近く収容できる階段状の座席の映画館がいくつもあり、その巨大画面の迫力と、立ち見でごった返している映画館の活気にも魅了される。その後、彼はさまざまなジャンルの映画を鑑賞するようになったが、ホラー映画だけが苦手で、これまで観たホラー映画は「エクソシスト」と「リング（1作目）」のみである。彼はアート性よりエンターテイメント性の高い作品、ヨーロッパ映画よりもアメリカ映画を好み、好きな映画作家として、デビッド・リンチ、アルフレッド・ヒッチコック、ウッディ・アレン、フェデリコ・フェリーニ、フランク・キャプラ、スティーブン・スピルバーグ、スタンリー・キューブリック、黒澤明、宮崎駿、岩井俊二などを挙げており、人生で最も泣いた映画は南アフリカ共和国映画の『マイウェイ』だと語っている。

### 高校時代の映画制作
高校2年生の文化祭で、友人が父親の8mmフィルムカメラを使用して映画制作の提案をしてきた。映画に熱中していた彼は、即座に了承。友人はカメラマンで、岩松は監督として共同作業し、それぞれ2万円ずつ出し合って、総額4万円の予算を用意した。当時、フィルム代と現像代は1分間千円程度かかっていたが、制作が進行するにつれて予算は急激に膨らみ、友人は不安を感じて撮影から離れた。最終的に制作費は12万5千円にまで膨れ上がり、岩松は親からの借金で賄わざるを得なかった。岩松は監督兼カメラマンとして映画制作を続けたが、途中でカメラが故障して撮影を中断。当時、ビデオカメラが一般的になりつつあり、8mmフィルムカメラはほとんど使われなくなっていたため、新しいカメラを手に入れるのは容易ではなかった。スタッフとキャストは作品が未完のまま終わるだろうと覚悟していたが、岩松は必死に周囲と連絡を取り、翌日には別の8mmフィルムカメラを手に入れて撮影に戻り、周囲を驚かせた。
このとき制作した映画は、勉強も運動も得意でない主人公が、片思いの女子に告白し、彼女のスポーツ選手の彼氏と競争するスポ根映画だった。この頃最も影響を受けていたスピルバーグの影響で、SF映画に興味があったが、予算的に制作は難しいと判断し、その頃好きだった『がんばれ!ベアーズ』『マイウェイ』『ロッキー』のような映画を好んでいたこともあり、スポ根映画をつくろうとする。しかし、脚本担当の友人映画をあまり観ていなかったことや、岩松自身も撮影フィルムを繋げるだけで映画が完成すると楽観的に考えていたため、できあがった50分ほどの作品は質が低く、鑑賞に堪えるものではなかった。誰も作品を褒めることはなく、処女作は完全な失敗に終わった。その後、岩松は壊れたカメラを修理し、撮影中に逃亡した友人のカメラマンにカメラを返却したが、友情の修復には至らなかった。この経験から、岩松は悔しさを感じ、次回作の制作を計画したが、受験勉強のためにその夢を諦めた。

### 高校時代のエピソード
文化祭では友人と漫才コンビを結成し、舞台に立つが、漫才よりも映画制作で感動を伝える方が良いと感じた。体育祭の応援合戦では、毎年クラスの応援団長を務め、1年生から3年生までのクラスが流行のダンスで応援合戦に参戦する中、岩松は「50人ほどの人間が1枚の絵画になって踊る」「壊れたオルゴールのような動きで超スローで踊る」「手だけで踊る」など奇抜なアイディアを連発し、一年生では学年優勝。二年生は全学年で準優勝。三年生では全校優勝を果たす。

### 大学時代の映画制作
1986年大学に入学した際、入学祝いとしてビデオレコーダーをもらう。それからは、『月曜ロードショー（解説：荻昌弘）』や『水曜ロードショー（解説：水野晴郎）』『日曜洋画劇場（解説：淀川長治）』などのテレビ番組を録画したり、レンタルビデオを借りたりして、映画に没頭した。エンターテイメント性の高い作品を見つけると、友人を自宅に招き、強制的に鑑賞させることもあった。その中には、大林宣彦の『さびしんぼう』やスタンリー・ドーネンの『シャレード』があった。さらに、名古屋の映画館にも頻繁に足を運び、映画鑑賞を楽しむ日々が始まる。大学では美術科に進学し、映画研究会にも所属する。しかし、映画研究会の先輩は主に麻雀に夢中で映画制作が滞っていた。そこで、私は8mmカメラを借りて、大学時代には美術科の仲間と毎年1本のペースで計4本の短編映画を制作。当時、大林宣彦の尾道三部作や藤子不二雄の短編集、星新一のショートショートに影響を受け、タイムスリップや身体の入れ替わりなど、少し不思議なSF作品が多かった。途中から映画研究会でも映画制作を行うようになり、偶然にも映画研究会の部室の隣には劇団サークルの部室があったため、演劇部員に映画に出演してもらい、代わりに演劇のスタッフとして協力をした。

### 教師のエピソード
愛知教育大学を卒業した後、今村昌平の『日本映画学校』へ進学しようと考えていた。しかし、父親は教育大学の教授であったため、勝手に教員採用試験の願書を提出していた。採用試験の前夜、両親から強い説得を受け、とりあえず受験をすることになる。受験は成功し、合格通知が届いた日から母親は毎日泣きながら、教師の道を歩むように岩松を説得し続けた。その強い説得に押され、岩松は教育の道を選ぶことを決断。
元々美術科を専攻していたため、教師の通常業務の枠を超えて、学校の記念誌の表紙デザインや運動場の遊具、校内の看板の制作など、さまざまな仕事を依頼された。そのため、仕事に追われて夜遅くまで働いていたことが原因で、就職して2か月で肺気胸で入院した。小学校へ就職時は髪を肩まで伸ばし、派手な原色や蛍光色の服を好んで着用していたため、校長からは「教員らしい服装をしなさい」と何度も叱責された。しかし、「教員らしい服装とは何ですか？」と率直に返答し、校長を怒らせていた。
図工の授業では、児童たちに自分のワゴン車にペンキで絵を描かせたり、総合学習の時間には雑草を食べる実験を行ったりしていた。給食は、児童たちの要望に応じて、体育館や運動場、図書館など、好きな場所で食べていた。運動会や長縄大会、ドッジボール大会などのイベントで、クラスを優勝に導くのが常で、児童には慕われていた。

### 教師時代の映画制作
教師になっても、映画制作への夢を捨てなかった。働き始めてからわずか3か月で短編映画を制作し、教師としての日常と平行して、週末にはファミレスで大学時代の映画研究会の仲間たちと脚本会議を夜明けまで続けた。しかし、彼らとの共同作業は困難で、10年以上にわたり、企画を練り、脚本を書き続けたが、結局、制作された映画は一本もなかった。
この間、執筆し続けた映画レビューは、自身のウェブサイトで発表され、毎日3000件以上のアクセスを集め、10以上の雑誌やラジオ番組に取り上げられた。

### 映画制作へ復帰
自身が運営するホームページが大いに盛り上がり、DiscStation（映像ソフト販売会社）、PHP出版（出版社）、東北新社（配給会社）を始め、様々な分野から映画評論の依頼が相次いだ。一時は映画評論家に転身しようと考えもしたが、映画制作の夢を諦めきれず、30代半ばで映画制作に10年ぶりに復帰することを決意した。復帰後、最初の短編映画『Imomushi』を制作し、これが『シネクエスト映画祭（アメリカ）』で入選するなどの成功を収めた。その後も『昨日の町で、』などで国内外の映画祭で入選を果たした。
2006年、同じく愛知県三河地方で映画制作を行っていた清水雅人と出会い、映画製作グループ『M.I.F.（Mikawa Independent movie Factory）』を設立した。M.I.F.では、地方での映画制作を東京に引けを取らないレベルで行うと同時に、映画祭（小坂本町一丁目映画祭）の運営に携わった。また、映画制作のワークショップの講師として活動したり、芸能プロダクションで若手俳優たちに演技指導を行ったりもした。

### 三河映画
『M.I.F.』での映画制作に携わりながら、教育と映画制作を結びつけ、自分たちのいる場所（愛知県三河地方）からも世界へ映画を発信できる可能性を信じ、映画制作チーム『三河映画』を設立。
三河映画には、スタッフに映画制作のプロはいない。十分な制作費もない。高価な撮影機材も揃っていない。この「ないない尽くし」の状態であっても、完全自主制作体制を武器にして、クオリティの高い映画がつくれることを実践中である。
映画制作で頻発する様々な問題は、金銭的手段ではなく、人との繋がりと時間をかけることで克服していくことを信条としているが、これは、金銭的な解決をしないことで、かえって人のつながりが深まり、個々の人間力が培われるのではないかという信念に基づいている。
三河映画では、映画制作を通した人間力の成長を重視しており、単にクオリティの高い映画をつくることができれば目的が達成されるわけではなく、その過程での人間的な成長も不可欠になっている。彼らは映画制作をすることで、地域に人間力の高い人材を増やし、その結果、地域の活性化に貢献することを目指している。

## 作品

### 映画「幸福な結末」
三河映画の最初の作品、『幸福な結末』は、まったくの予算なしで制作が始まった。この物語は、人生に行き詰まった中年の男性が自殺を試みるが、謎の少女に救われ、彼の魂が少女の体に宿り、過去にタイムスリップするというファンタジーだ。最初のアイディアは、全く同じ物語を前半でシリアスに描き、後半でコメディに描くというものだったが、脚本の執筆段階でそれはうまくいかないと判断され、断念された。その後、岩松自身はこの作品が大林宣彦監督の尾道三部作「転校生」「時をかける少女」「さびしんぼう」の設定を混ぜたようなものになったと回想している。脚本には2年間かかり、18稿のリライトが行われた。彼らは黒澤明組と山田洋次組の執筆スタイルを研究し、独自の脚本家としてのスタイルを確立し、アイディアを出し合った。脚本には多くのコミカルなシーンが含まれていたが、主人公を演じた2人のキャラクターから、編集時にコミカルな要素が削除され、シリアスなドラマとして完成した。地元在住者から成る撮影スタッフや無名のキャストは、すべて無償で参加し、撮影は41日間にわたり、愛知県の豊田市、岡崎市、刈谷市などの西三河地域で行われ、撮影地は合計で51か所に及び、地元の協力によって実現した。オーディションには625人以上が参加し、238人のキャストと451人のスタッフが協力し、さらに251の企業、団体、個人からの協力を受け、最終的には1,000人以上の人々が関与し、映画は完成した。

### 映画「渇愛（Ben-Joe）」
『渇愛（Ben-Joe）』は、教え子の実話に基づいた映画。元教師の岩松は、10数年ぶりに会った教え子から、彼女が10代後半に「摂食障害」を発症し、山奥の施設に治療のために送られ、そこで衝撃的な出来事を体験したという話を聞いた。彼女の話を聞いた彼は、日本の若者の現実、閉塞した社会を描く絶好の機会だと思い、その場で映画化を申し出た。前作『幸福な結末』ではファンタジーを通して家族を描いたが、本作ではまったく逆のアプローチで、再び家族の問題を見つめる。摂食障害や家庭内暴力といった社会問題を通して、人間の心の痛み、分断と和解の模索を描いている。
『幸福な結末』制作時、岩松は教師との二つの仕事を両立させていたが、睡眠不足が度重なり、居眠り運転で自家用車を2台も廃車にしてしまった。同じような状況を避けるため、『渇愛（Ben-Joe）』制作のために教師職を辞職。ゼロから始まり、撮影は愛知県の三河地方を中心に行われた。スタッフ、キャスト、エキストラはみな手弁当（無報酬）で参加。オーディションに参加した女優たちは、ヒロイン役のプレッシャーを感じており、最終選考に残っても辞退する者が相次ぎ、ヒロインの選考は難航した。結局、現役アイドルである石川野乃花が選ばれた。映画の巨大セットは愛知県北設楽郡津具の旧津具小学校の跡地に建てられ、1年間かけて撮影が行われた。セット建設には地元の材木店の協賛や、石川野乃花のファンからの寄付が活用された。
プリプロダクション段階では、短編映画の制作を繰り返し、徹底的なリハーサルを行い、岩松は新たな演出スタイルを獲得する努力をした。撮影現場では、必要なだけリテイクが行われ、最後まで「自分たちのやりたいことをやり切る」姿勢が変わらなかった。特に重要なシーンの撮影時には、現場の緊張感が高まり、ヒロインは熱を出し、過呼吸になり、カメラマンも下痢と帯状疱疹に、岩松もぎっくり腰になって立ち上がれないこともあった。しかし、そうした状況下でも撮影が止まることは一度もなかった。

『渇愛（Ben-Joe）』が、世界15大映画祭の一つであるタリン・ブラックナイト映画祭のコンペティション部門のオフィシャルセレクトになり、地方から海外の映画祭での上映という、三河映画立ち上げ時の目的を達成させる。
第34回ゆうばりファンタスティック国際映画祭2024でも「ゆうばりセレクション長編」に選出される。

### 映画「愛の挨拶」
『愛の挨拶』は、俳優の高橋ゆなが自身を主演に据えた映画をプロデュースしたいという強い想いから制作された短編映画。三河映画のコンビである、監督の岩松と脚本の清水雅人が『幸福な結末』『渇愛（Ben-Joe）』に続いて三度タッグを組んだ。この企画は、岩松が知り合いの俳優から聞いた実話をもとに、現代日本の若者たちの恋愛心理をリアルに描きたいという想いから生まれた。脚本は、主演の高橋ゆなを当て書きし、彼女の個性を最大限に引き出すことを意識して執筆された。第28回バンクーバー・アジアン映画祭2024のオフィシャルセレクションに選出される。

## Filmography
- 『オ・ハ・ヨ』1990年/13min.
- 『律子。』1995年/17min.
- 『Imomushi』2005年/21min.
- 『昨日の町で、』2006年/20min.
- 『幸福な結末』2022年/113min.
- 『渇愛（Ben-Joe）』2023年/137min.
- 『愛の挨拶』2024年/27min.

## 受賞歴
オ・ハ・ヨ
- 第3回インディーズ・ムービー・フェスティバル　短編部門入選

律子。
- 東京ビデオフェスティバル　ビデオケーション賞

Imomushi
- シネクエスト映画祭2006（USA） ヴュアーズ・ボイス・コンテスト招待/シネクエスト・2006観客賞
- イメージフォーラム2006 イメージ・ワンダーランド 名古屋特別プログラム 招待

昨日の町で、
- 第10回インディーズ・ムービー・フェスティバル　短編部門入選
- SKIPシティ国際Dシネマ映画祭2007 短編部門正式ノミネート
- 山形国際ムービーフェスティバル2007 入選
- 新北京国際映画祭2007（中国） 正式上映
- 東京ビデオフェスティバル2008 佳作/ピープル賞

幸福な結末
- Cuckoo International Film Awards（インド）　最優秀長編映画賞/最優秀主演男優賞/最優秀監督賞/最優秀プロデューサー賞
- Fantboi/The Sant Boi de Llobregat International Fantastic Film Festival（スペイン）　プレミア上映
- 第14回日本映像グランプリ　優秀脚本賞
- 第2回宮古島チャリティー国際映画祭　長編部門特別賞
- ※その他、国内・海外103の映画祭で入選・受賞（2023/9/30現在）

渇愛（Ben-Joe）
- 第27回タリン・ブラックナイト映画祭2023コンペティション部門オフィシャルセレクション ※ワールドプレミア上映
- 第34回ゆうばりファンタスティック国際映画祭2024 ゆうばりセレクション長編

愛の挨拶
- 第28回バンクーバー・アジアン映画祭2024 オフィシャルセレクション

## 外部サイト
- 【三河映画】		https://www.mikawaeiga.jp/
- 【シネマチフォト】	https://www.cinemachi-photo.com/
- 【M.I.F.】		http://mif.jpn.org/web/
- 【小坂本町一丁目映画祭】	http://kozahon1.jpn.org/ff/